# Cephalopoda
Cefalopoda sau cephalopoda este o clasă de animale exclusiv marine ce cuprinde 370 de specii, incluzând sepiile, caracatițele și calmarii. Tentaculele sunt folosite pentru prinderea prăzii, iar deplasarea se realizează cu ajutorul sifonlui. Sunt specii care au cioc cu ajutorul căruia mărunțesc hrana. Cochilia este prezentă doar la specia primitivă, reducându-se la cele evoluate la o piesă foarte mică.
Ex. Loligo vulgaris (calmar) în Oceanul Atlantic și Marea Mediterană care are 50 cm lungime, 8 tentacule scurte și 2 lungi, este un bun înotător, comestibil.